# Wojna domowa w Szwajcarii (1436–1450)
Szwajcarska wojna domowa 1436–1450.
W roku 1436 zmarł hrabia Fryderyk VII z dynastii Toggenburgów. Hrabia nie pozostawił po sobie potomka oraz nie spisał testamentu, co stało się powodem zaciekłej walki o pozostawione dziedzictwo pomiędzy kantonami Zurychu i Schwyz. Z oboma kantonami Fryderyk VII zawarł bowiem tuż przed śmiercią sojusze obronne. Burmistrz Zurychu Rudolf Stussi chciał pozyskać głównie hrabstwo Uznach oraz księstwo Gaster. W roku 1438 wojska ze Schwyz zajęły obszar Walensee, co zmusiło Zurych do zastosowania blokady dostaw zboża do tego kantonu. W roku 1440 siły ze Schwyz oraz z kantonu Glarus wyruszyły w kierunku sprzymierzonego z Zurychem kantonu Sargans. Ponieważ Zurych odmówił pośrednictwa kilku zagrożonym kantonom, zdecydowały się one wystąpić po stronie Schwyz. Każdego roku do 1443 r. wojska szwajcarskich miast związkowych pustoszyły rejony Zurychu. W tym czasie zdobyły zuryskie miasta Feusisberg, Freienbach i Wollerau. W roku 1440 Zurych zmuszony został na skutek wyczerpania swoich sił do zawieszenia broni z przeciwnikiem. 
Gdy w roku 1442 Fryderyk III ukoronowany został na króla Niemiec, władze Zurychu zwróciły mu odebrane w roku 1424 hrabstwo Kyburg i dały mu wolną rękę w kwestii odbicia Aargau w zamian za przyrzeczenie wykupienia utraconego hrabstwa Uznach i obrony Zurychu. Król wysłał swoich rycerzy do miasta na czele doświadczonych dowódców Hansa von Rechberga oraz Thuringa von Hallwil. Na wieść o tych wydarzeniach sprzymierzone kantony szwajcarskie wypowiedziały Zurychowi wojnę i zajęły miejscowości Bremgarten oraz Baden. W bitwie pod St. Jakob nad rzeką Sihl, odniosły one częściowe zwycięstwo zabijając m.in. burmistrza Zurychu, Stussiego. Zurych w dalszym ciągu obstawał przy zwrocie hrabstwa Uznach. Po ośmiu miesiącach zawieszenia broni, działania wojenne rozpoczęły się na nowo. Po zdobyciu Greifensee i mordzie na załodze miasta (masakra w Greifensee) 20-tysięczne siły związkowe 20 czerwca 1444 rozpoczęły oblężenie Zurychu i habsburskiego Rapperswilu. W tej sytuacji Fryderyk III zwrócił się o pomoc do króla francuskiego Karola VII. Ten wysłał 40-tysięczną armię Armaniaków (nazywaną tak od ich dowódcy, hrabiego Bernarda VII Armaniac) do Bazylei. Siły Armaniaków wzmocnione zostały przez wojska zuryskie. 26 sierpnia doszło do bitwy pod Pratteln. Francuzi zajęli wioski leżące nad rzeką Birs. Szwajcarzy przypuścili atak, który zniósł straż przednią Armaniaków, zmusił ich do ucieczki i zaatakowali most na rzece, gdzie natknęli się na siły główne Francuzów, których kawaleria zmusiła ich do odwrotu. 26 sierpnia 1444 w miejscowości St. Jakob nad rzeką Birs Szwajcarzy zostali rozgromieni przez otaczające ich siły francuskie (śmierć poniosło 1500 żołnierzy szwajcarskich). Straty Francuzów były jednak tak wysokie, że ci - zaszokowani niekonwencjonalnymi formami walk Szwajcarów - wycofali się z zajętych terenów. W roku 1446 Fryderyk III ponownie spróbował zaatakować Szwajcarów. Jego 5-tysięczna armia została jednak rozbita w bitwie pod Ragaz (6 marca 1446). Dnia 12 czerwca 1446 r. reńskiemu margrabiemu z Konstancji na kongresie pokojowym udało się nakłonić obie strony do podjęcia rozmów pokojowych. Rozmowy były trudne i przeciągały się i dopiero w roku 1450 zwaśnione strony zawarły pokój. Zurych zmuszony został do rozwiązania swojego sojuszu z Austrią, po czym otrzymał z powrotem utracone na rzecz Schwyz ziemie z wyjątkiem spornych terenów Uznach i Windegg, które dostały się pod panowanie kantonów Schwyz i Glarus.